# 다람쥐원숭이
다람쥐원숭이(common squirrel monkey)는 다람쥐원숭이속(Saimiri)에 속하는 신세계원숭이이다. 그리고 이 속은 다람쥐원숭이아과(Saimirinae)의 단일 속이다.
다람쥐원숭이는 중앙아메리카와 남아메리카의 열대 우림의 캐노피 층에서 산다. 대부분의 종들이 아마존 우림에 근지역적 또는 이소적으로 분포하고 있는 데 반해, 중앙아메리카다람쥐원숭이(S. oerstedii)는 코스타리카와 파나마에 격리되어 분포하고 있다.
다람쥐원숭의 털은 짧고 촘촘하며, 어깨 부분의 색은 올리브색이고, 등과 팔다리 쪽은 누르스름한 오렌지색을 띤다. 이들의 목과 귀는 흰색이고 입은 검은색이다. 머리 윗 부분은 머리털로 되어 있다. 이들의 검고 흰 얼굴때문에 이들의 독일어 이름은 "두개골원숭이"이다.
다람쥐원숭이의 키는 25 ~ 35 cm까지 성장하며, 꼬리는 35 ~ 42 cm이다. 몸무게는 750 ~ 1100 g이다. 주목할만 것은 다람쥐원숭이의 뇌와 체중의 비는 1:17로, 모든 영장류 중에서 비율면에서 가장 크다. 사람은 1:35이다.
암컷 다람쥐원숭이는 의사-생식기를 지니고 있어서, 숫컷 다람쥐원숭이가 자신의 지배력을 보여주는 방식처럼, 작은 원숭이들에게 자신의 위력을 과시하는 데 사용한다.
이들의 신세계원숭이 친척들의 대부분처럼, 다람쥐원숭이는 주행성 동물이고, 나무 위에서 생활한다. 다른 신세계원숭이들과 달리, 이들의 꼬리는 나무에 오를 때는 사용하지 않고, 단지 "균형을 잡는 봉"과 같은 종류로써, 하나의 도구로 사용한다. 나무 가지에서 매우 빠른 속도로 움직인다.
이들은 500마리에 달하는 다수의 숫컷과 다수의 암컷으로 이루어진 집단 내에서 함께 생활한다. 그러나 이 큰 집단은 가끔 더 작은 무리로 쪼개질 수도 있다. 큰 맹금류와 자신을 위협하는 자연으로부터, 자신을 보호하기 위한 경고 소리를 포함하는 몇몇의 목소리 신호를 가지고 있다. 이들은 또한 몸이 매우 작기 때문에 뱀과 고양이과 동물과 같은 육식동물의 먹이가 되기 쉽다. 자신의 세력권을 표시하기 위해서, 다람쥐원숭이는 자신의 소변을 자신의 꼬리와 몸에 바른다.
다람쥐원숭이는 잡식성 동물로, 주로 과일과 곤충을 먹는다. 가끔은 그들도 견과류나 새싹, 그리고 작은 키의 풀을 먹기도 한다.
다람쥐원숭이의 짝짓기는 계절의 영향을 받기 쉽다 암컷은 우기철 동안에 새끼를 낳고, 임신기간은 150일에서 170일정도이다. 어미는 새끼를 오로지 혼자서 돌본다. 중앙아메리카다람쥐원숭이(Saimiri oerstedti)가 새끼의 젖을 떼는 데 4개월이 걸리는 반면에, 검은머리다람쥐원숭이(S. boliviensis)는 18개월까지도 완전히 젖을 떼지 못한다. 암컷 다람쥐원숭이가 완전히 성숙하는 데 3년이 걸리는 반면에, 숫컷은 5년이 걸린다. 이들의 수명은 야생에서는 약 15년이고, 사육 생활에서는 약 20년이다.
남아메리카다람쥐원숭이(S. sciureus)는 애완용이나 의학 연구용으로 사냥이 되지만 멸종위기종은 아니다. 3종의 다람쥐원숭이가 멸종 위기에 처해 있다. 검은관중앙아메리카다람쥐원숭이(S. o. oerstedti)는 멸종 위기에, 회색관중앙아메리카다람쥐원숭이(S. o. citrinellus)는 멸종 위급으로, 검은다람쥐원숭이(S. vanzolinii)는 멸종 취약 목록에 올라 있다.

## 하위 종
1984년까지 모든 중앙아메리카다람쥐원숭이는 일반적으로 하나의 단일하게 넓이 분포된 종들의 일부로 인식되었으며, 다수의 동물학자들은 또한 중앙아메리카다람쥐원숭이를 그 단일한 종으로 간주하였다. 현재 인정받고 있는 2개의 주요 그룹은 눈 위의 하얀색 부분에 따라 다음과 같이 구분할 수 있다; 커먼다람쥐(S. sciureus) 군이 고딕("날카로운") 건축 양식의 형태인 반면에, 검은머리다람쥐(S. boliviensis) 군은 로만("둥근") 건축 양식 형태이다.
- 남아메리카다람쥐원숭이군
  - 중앙아메리카다람쥐원숭이 (S. oerstedii)
    - 검은관중앙아메리카다람쥐원숭이 (S. o. oerstedii)
    - 회색관중앙아메리카다람쥐원숭이 (S. o. citrinellus)

  - 남아메리카다람쥐원숭이 (S. sciureus)
    - 기아나다람쥐원숭이 또는 커먼다람쥐원숭이 (S. s. sciureus)
    - 콜롬비아다람쥐원숭이 (S. s. albigena)
    - 에콰도르다람쥐원숭이 (S. s. macrodon)

  - 훔볼트다람쥐원숭이 (S. cassiquiarensis)
  - 콜린다람쥐원숭이 (S. collinsi)
  - 맨귀다람쥐원숭이 (S. ustus)
- 검은머리다람쥐원숭이군
  - 검은머리다람쥐원숭이 (S. boliviensis)
    - 볼리비아다람쥐원숭이 (S. b. boliviensis)
    - 페루다람쥐원숭이 (S. b. peruviensis)

  - 검은다람쥐원숭이 (S. vanzolinii)

## 계통 분류
다음은 광비원류의 계통 분류이다.

|  | 티티원숭이아과 |
|  |                |
|  | 사키원숭이아과 |
|  |                |

|  | 고함원숭이아과 |
|  |                |
|  | 거미원숭이아과 |
|  |                |

|  | 꼬리감는원숭이아과 |
|  |                    |
|  | 다람쥐원숭이아과   |
|  |                    |

|  | 비단원숭이과   |
|  |                |
|  | 올빼미원숭이과 |
|  |                |

|  | 꼬리감는원숭이아과 |
|  |                    |
|  | 다람쥐원숭이아과   |
|  |                    |

|  | 비단원숭이과   |
|  |                |
|  | 올빼미원숭이과 |
|  |                |

|  | 고함원숭이아과 |
|  |                |
|  | 거미원숭이아과 |
|  |                |

|  | 꼬리감는원숭이아과 |
|  |                    |
|  | 다람쥐원숭이아과   |
|  |                    |

|  | 비단원숭이과   |
|  |                |
|  | 올빼미원숭이과 |
|  |                |

|  | 꼬리감는원숭이아과 |
|  |                    |
|  | 다람쥐원숭이아과   |
|  |                    |

|  | 비단원숭이과   |
|  |                |
|  | 올빼미원숭이과 |
|  |                |

|  | 티티원숭이아과 |
|  |                |
|  | 사키원숭이아과 |
|  |                |

|  | 고함원숭이아과 |
|  |                |
|  | 거미원숭이아과 |
|  |                |

|  | 꼬리감는원숭이아과 |
|  |                    |
|  | 다람쥐원숭이아과   |
|  |                    |

|  | 비단원숭이과   |
|  |                |
|  | 올빼미원숭이과 |
|  |                |

|  | 꼬리감는원숭이아과 |
|  |                    |
|  | 다람쥐원숭이아과   |
|  |                    |

|  | 비단원숭이과   |
|  |                |
|  | 올빼미원숭이과 |
|  |                |

|  | 고함원숭이아과 |
|  |                |
|  | 거미원숭이아과 |
|  |                |

|  | 꼬리감는원숭이아과 |
|  |                    |
|  | 다람쥐원숭이아과   |
|  |                    |

|  | 비단원숭이과   |
|  |                |
|  | 올빼미원숭이과 |
|  |                |

|  | 꼬리감는원숭이아과 |
|  |                    |
|  | 다람쥐원숭이아과   |
|  |                    |

|  | 비단원숭이과   |
|  |                |
|  | 올빼미원숭이과 |
|  |                |

## 사진

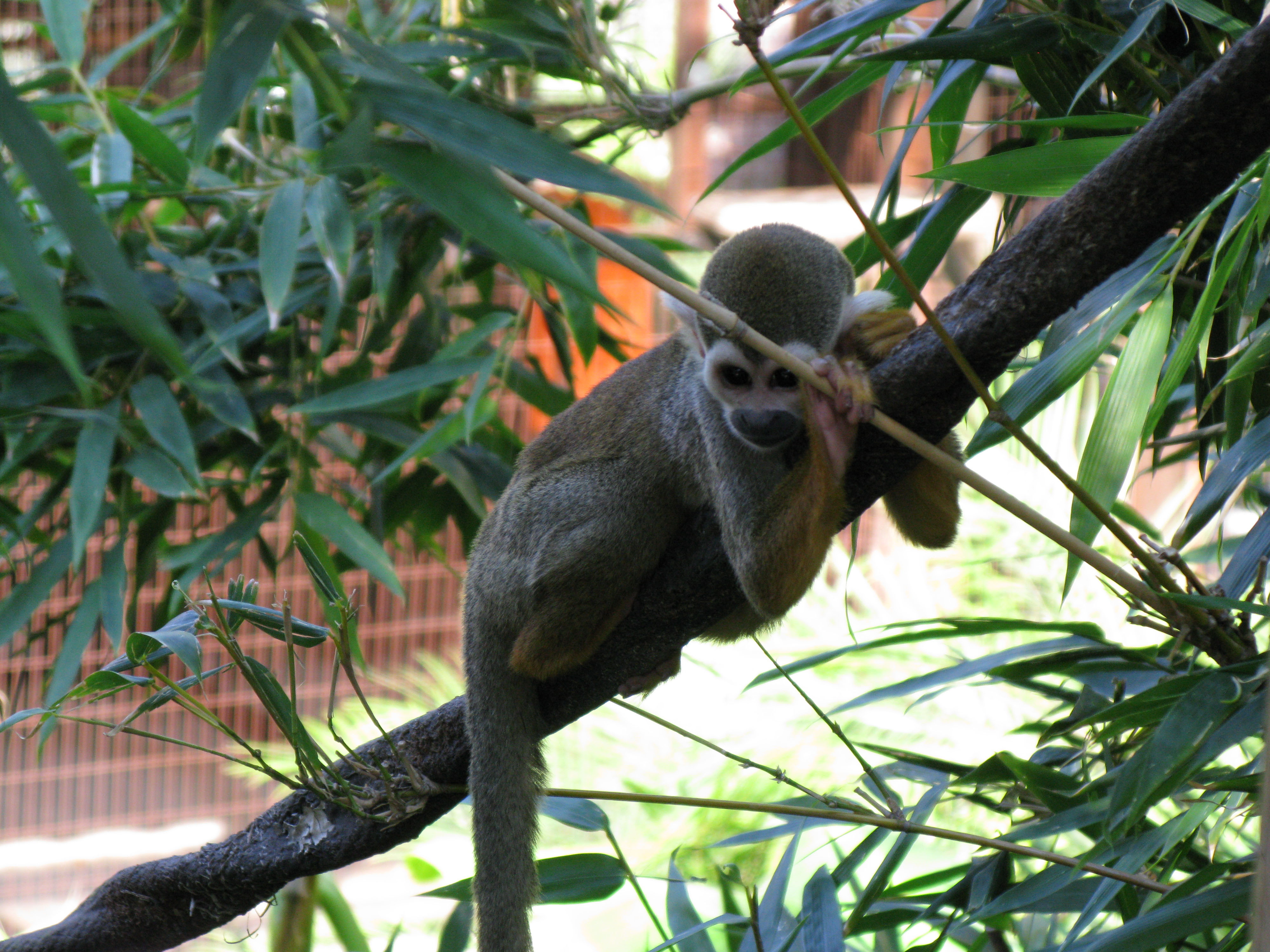
피닉스 동물원의 다람쥐원숭이
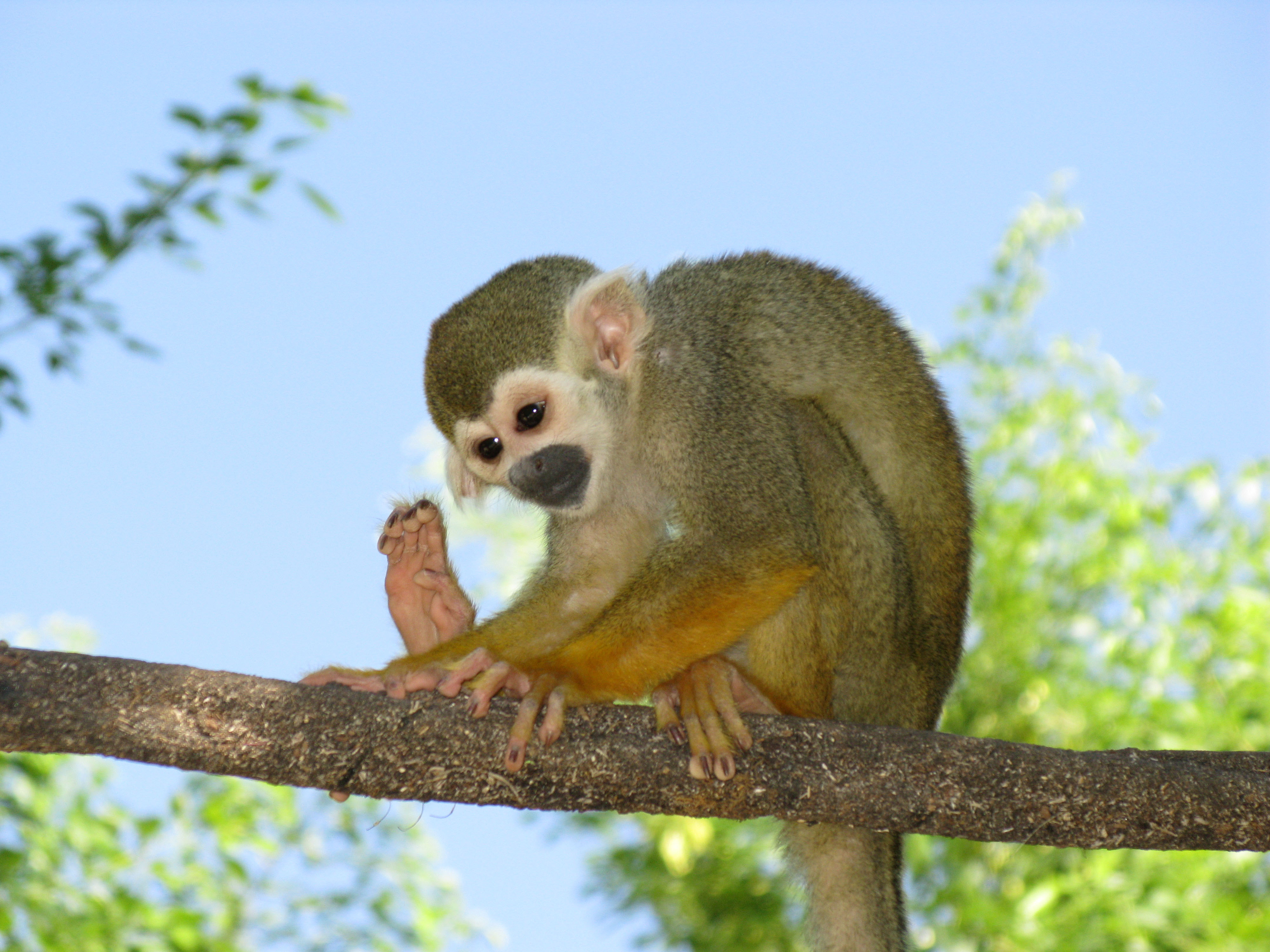
피닉스 동물원의 다람쥐원숭이
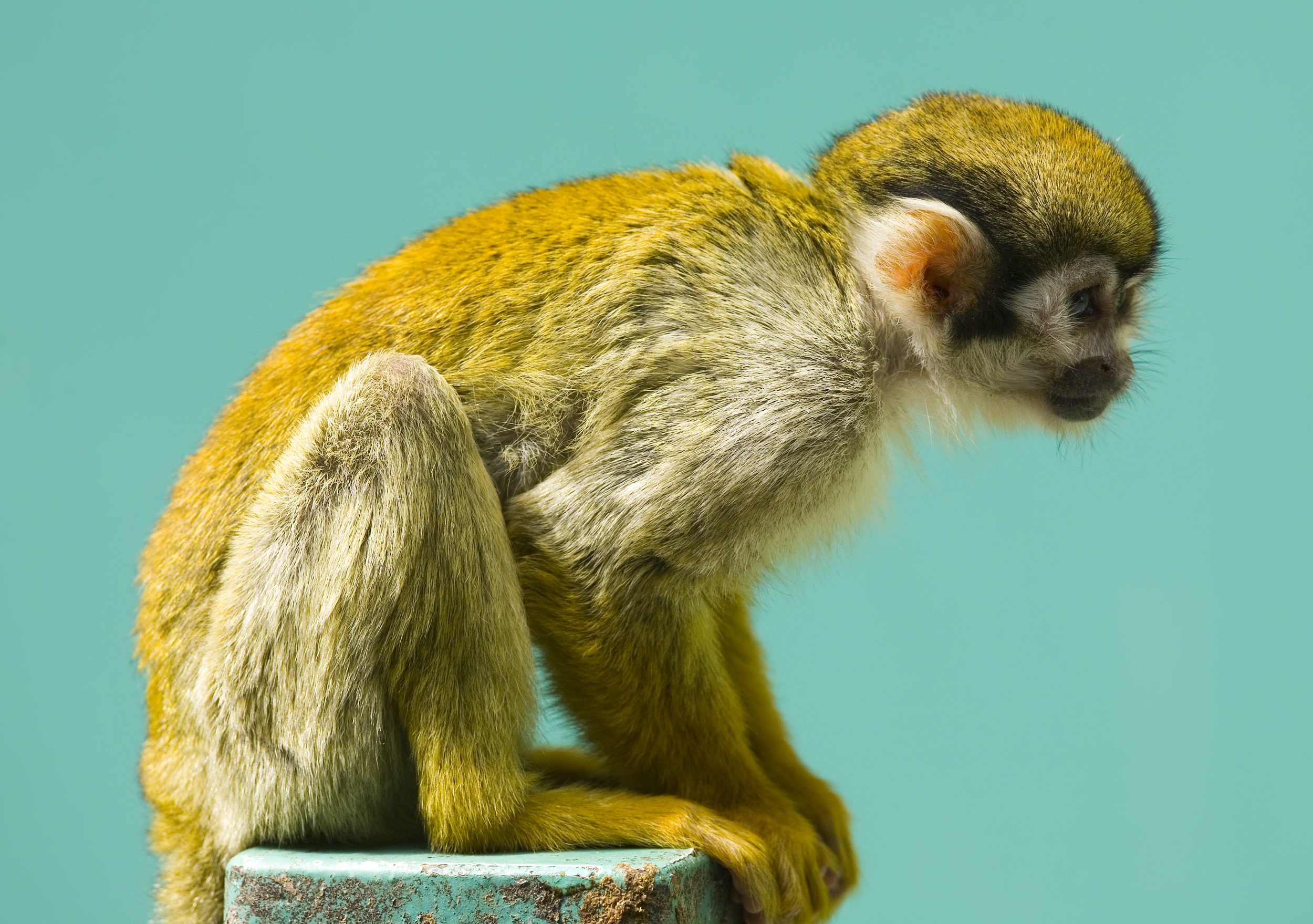
일본 후지 공원의 다람쥐원숭이